# Vinaya Habosi

a Compétitions nationales et continentales officielles uniquement.

b Matchs officiels uniquement.
Dernière mise à jour le 1er octobre 2023.
Vinaya Habosi, né le 30 janvier 2000 à Nayawa (Fidji), est un joueur de rugby à XV international fidjien. Il joue au poste d'ailier. Il joue avec le Racing 92 en Top 14 depuis 2023.

## Biographie

### Formation et début de carrière amateure
Vinaya Habosi est né dans le village de Nayawa dans la province de Nadroga-Navosa aux Fidji. Il est le plus jeune enfant d'une famille en comportant six. Il est le frère cadet d'Aporosa Tabulawaki, qui a été joueur professionnel de rugby à XV et a également représenté les Fijian Drua. Il est scolarisé à la  Sigatoka Methodist High School. Après avoir terminé sa scolarité, il occupe un emploi de pompier.
Habosi commence à jouer au rugby dès son plus jeune âge, dans le sillage de son frère aîné. Il joue ensuite avec les équipes jeunes de la province locale de Nadroga. En 2019, il est le capitaine de l'équipe des moins de 19 ans de la province,. Il est titulaire à l'arrière lors de la finale du championnat provincial junior, et inscrit un essai et une pénalité décisive dans la victoire de son équipe.
En 2020, il décide de rejoindre la province de Namosi, évoluant en Skipper Cup, et fait ses débuts en senior au mois de juillet. Par ses qualités de vitesse, et sa faculté à inscrire des essais, il s'impose rapidement comme un élément majeur de son équipe.
À la fin de l'année 2020, il est repéré par son talent, et rejoint le groupe élargi de la sélection fidjienne à sept. Avec cette équipe, il dispute début 2021 quelques tournois de préparation locaux,.
En juin 2021, il est sélectionné avec l'équipe des Fidji à XV par Vern Cotter pour préparer la tournée en Nouvelle-Zélande, et la double confrontation contre les All Blacks,. Il ne joue cependant aucune rencontre lors de cette tournée à cause d'une blessure.
En effet, Habosi souffre alors de ce qui est identifié initialement comme une simple douleur à l'aine. Il s'agit finalement d'une grave infection du sang, ayant atteint l'os, et qui l'empêche ensuite de se déplacer. Hospitalisé en urgence à Christchurch, il reste alité pendant deux semaines, et reçoit un traitement antibiotique qui lui permet de recouvrir la santé. Il passe alors proche d'une paralysie ou de la mort. Après cet épisode médical, il rentre aux Fidji affaibli, et s'entraîne de façon intensive pour retrouver une forme optimale.

### Arrivée aux Fijian Drua et débuts internationaux (2022)
En septembre 2021, il est recruté par la nouvelle franchise des Fidjian Drua, à l'occasion de leur entrée en Super Rugby pour la saison 2022. Il signe un contrat de deux saisons avec cette équipe. Il joue son premier match professionnel le 18 février 2022 contre les Waratahs. Il joue un total de douze rencontres lors de sa première saison, et inscrit cinq essais. Par ses qualités de vitesse et d'évitement, il est considéré comme l'une des révélations du championnat,.
Après cette saison de Super Rugby réussie, il est repellé avec l'équipe des Fidji pour disputer la Coupe des nations du Pacifique 2022,. Il fait ses débuts en sélection face aux Tonga le 2 juillet 2022 à Suva, et marque un essai à cette occasion,.
En octobre 2022, il est annoncé au club français du Racing 92 à partir de la saison 2023-2024.
Toutefois, alors qu'il est initialement retenu dans le groupe des Fidjian Drua pour la saison 2023 de Super Rugby, il est finalement licencié par ces derniers peu de temps avant le début de la compétition pour un « écart de conduite de niveau élevé ».

### Carrière en France au Racing 92 (depuis 2023)
En février 2023, une semaine après son licenciement des Fijian Drua, le Racing 92 annonce l'arrivée de Vinaya Habosi au club de façon anticipée, en tant que joker médical de Regan Grace. Il joue son premier match de Top 14 le 25 février 2023 contre le Lyon OU. Il parvient ensuite à s'imposer comme un titulaire régulier à l'aile de sa nouvelle équipe, disputant sept matchs et marquant quatre essais. Il manque toutefois la fin de saison, et les phases finales, à la suite d'une blessure au plancher orbital causée accidentellement par son coéquipier Camille Chat.
En juin 2023, il est sélectionné au sein du groupe fidjien retenu pour préparer la Coupe du monde 2023 en France.

## Statistiques internationales
- 13 sélections avec les Fidji depuis 2022.
- 25 points (5 essais).